# 桃浦河
桃浦河又稱桃浦、桃树浦、桃溪，是流經中華人民共和國上海市普陀區和寶山區的一條河流，屬於蘇州河支流。桃浦河南起西虬江，北至蕰藻浜，全長7.5公里，最早是宋朝形成的縱浦。2001年至2002年，上海市蘇州河綜合整治公司有限公司對桃浦河實施疏浚。